# Église Saint-Pierre de Fieffes-Montrelet
Pour les articles homonymes, voir Église Saint-Pierre.
L'église Saint-Pierre de Fieffes est située dans le centre du village de Fieffes, sur le territoire de la commune de Fieffes-Montrelet, dans le département de la Somme, au nord-ouest d'Amiens.

## Historique
L'église Saint-Pierre est le dernier témoin d'une commanderie hospitalière de l'ordre de Malte. Elle est protégée au titre des monuments historique : classement par arrêté du 17 novembre 1921.
Souvent, elle est vue comme une église originellement romane, remaniée à l'époque gothique. Mais des traces dans les mures suggèrent, que les petites fenêtres à plein-cintre des bas-côtés ont des prédécesseurs plus grandes avec arcs brisés. Le portail occidental a un arc de plein-centre (dessus d'un arc surbaissé), mais ses chapiteaux sont déjà gothiques.
L'édifice a bénéficié d'une mise en valeur récente. Lors de l'édition 2003 du concours « Un patrimoine pour demain » (compétition ayant permis la sauvegarde de plus de 220 « richesses du patrimoine de proximité », organisée par Le Pèlerin et France Info), 7 500 euros furent alloués pour la restauration du maître-autel.
La restauration de l'édifice s'est achevée le 14 octobre 2007, avec la bénédiction de son autel consacré, par l'évêque d'Amiens, Monseigneur Jean-Luc Bouilleret.
L'église accueille des expositions d'art contemporain (rétrospective Alain Mongrenier en 2010).

## Caractéristiques
L'église de Fieffes est une église gothique, les éléments « romanes » sont des changements plus tards. Des claire-voies actuellement aveugles indiquent, que originellement elle était une basilique, mais aujourd'hui elle est une pseudo-basilique.

### Extérieur
Entourée encore de son cimetière, à l'ouest et au sud, l'église Saint-Pierre est bâtie à la limite du village, juste au-delà de la petite rivière que l'on franchit par un petit pont. Son clocher en bâtière se dresse contre la façade nord. Son aspect trapu est renforcé par la hauteur de ses contreforts d'angles qui montent jusqu'au toit.
Le portail ouest est protégé par un auvent. Au-dessus, une fenêtre est ornée d'une frise soulignant l'ogive.
Le côté sud est décoré par une frise également, mais celle-ci, contrairement à l'autre, est composée de petits motifs en relief tous différents, et elle parcourt à l'horizontale toute la longueur de la nef, sous le toit.
Une porte est surmontée d'une sculpture, fort abîmée, qui a dû représenter un ange. Juste à droite, à peu près à la même hauteur sur le pilier, on distingue encore, mais avec peine, un cadran solaire, surmonté d'un autre (plus ancien semble-t-il puisque presque effacé par l'érosion).

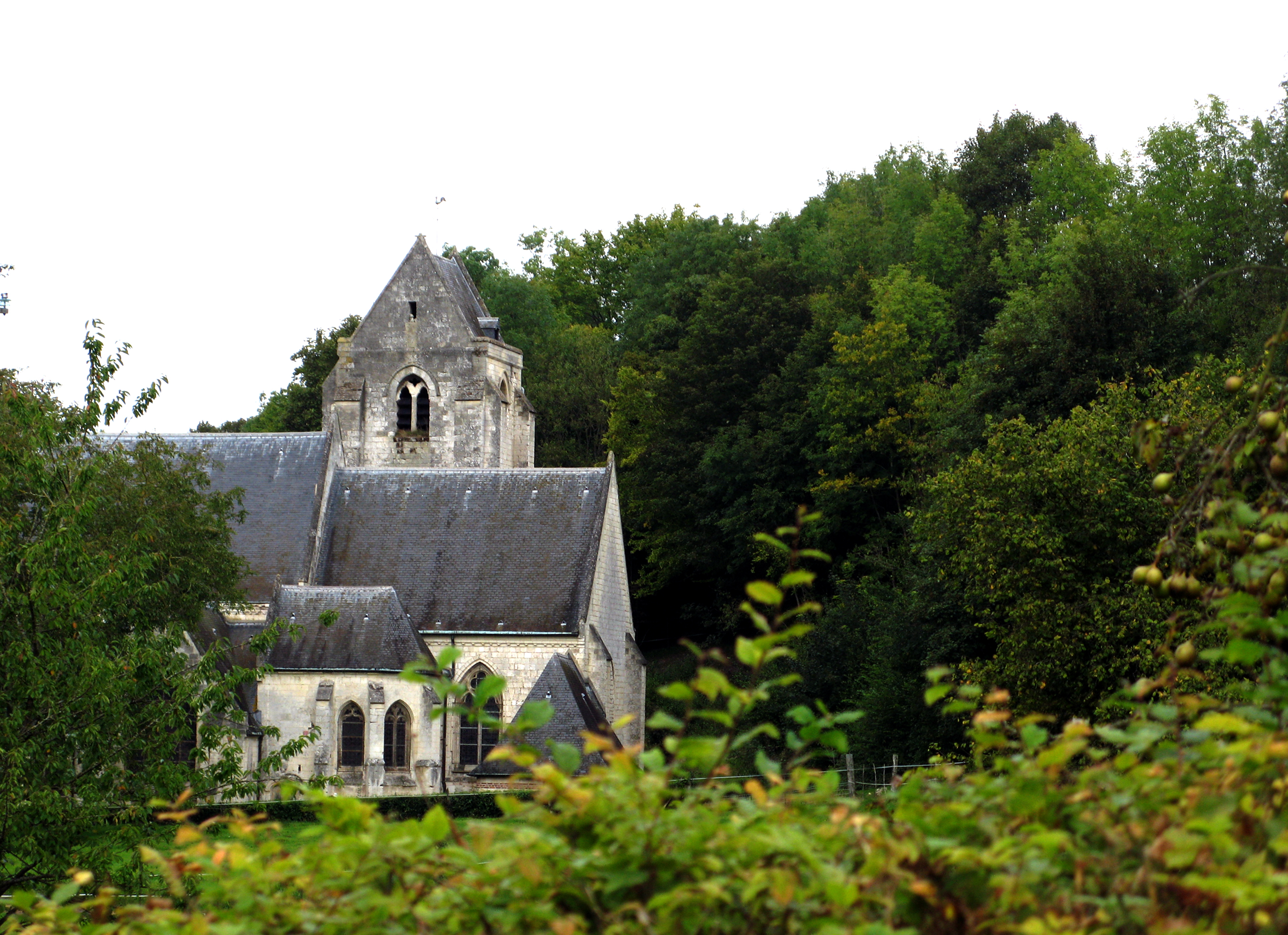
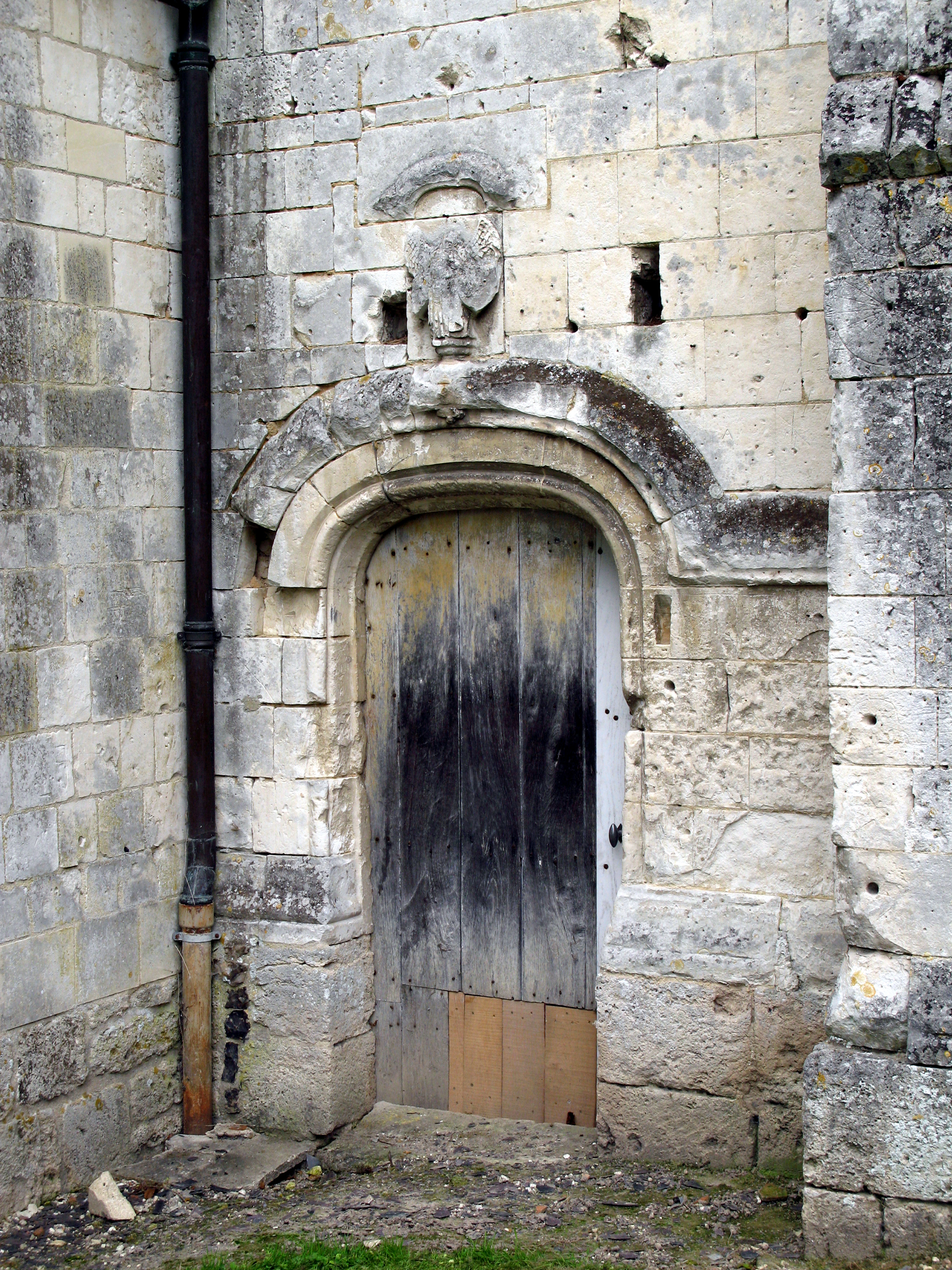
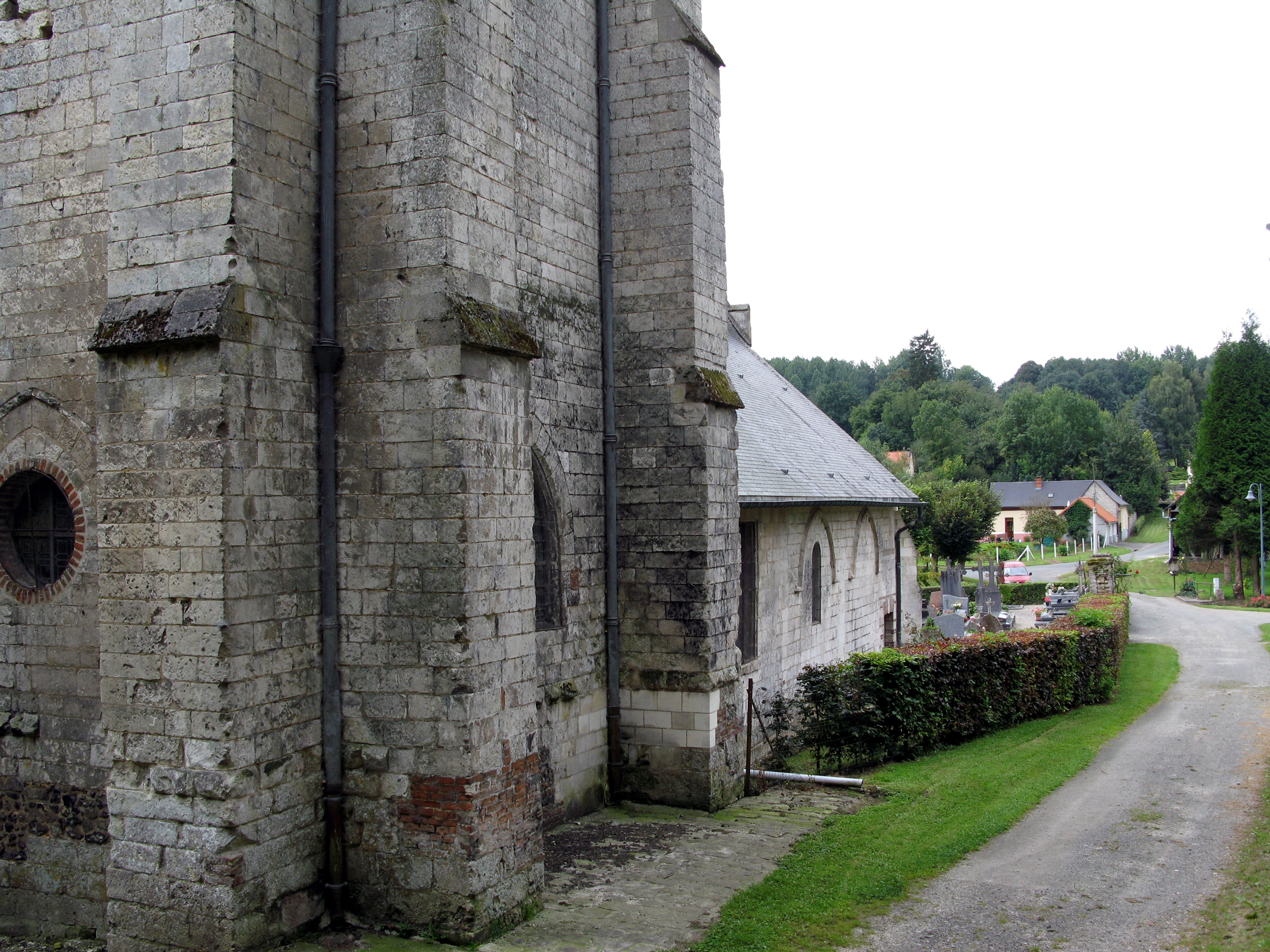

### Intérieur
Quatre sculptures ont également été préservées et restaurées : saint Pierre (bois du XVIe siècle), une Vierge à l'Oiseau (bois du XVIIe siècle), saint Éloi et saint Nicolas (bois du XVIIIe siècle)
L'église est dotée de deux piscines liturgiques, l'une étant plus décorée que l'autre.
La charpente du chœur est ornée de chaque côté de deux blochets, représentant des visages.
Les fonts baptismaux, en pierre du  XVIIe siècle, sont formés de deux parties, le socle et la cuve, réunies par deux anneaux. La cuve est reliées à ces anneaux par une corolle de pétales sculptés. Elle est surmontée d'un couvercle en tôle formant une sorte de bulbe terminé au sommet par un porte-cierge.Les fonts baptismaux sont situés dans l'angle sud-ouest de l'église.
Côté nord (sous le clocher), on remarque un morceau de bois percé en son centre et inséré parmi les pierres de la voûte. Il s'agit du passage pour la corde de la cloche.

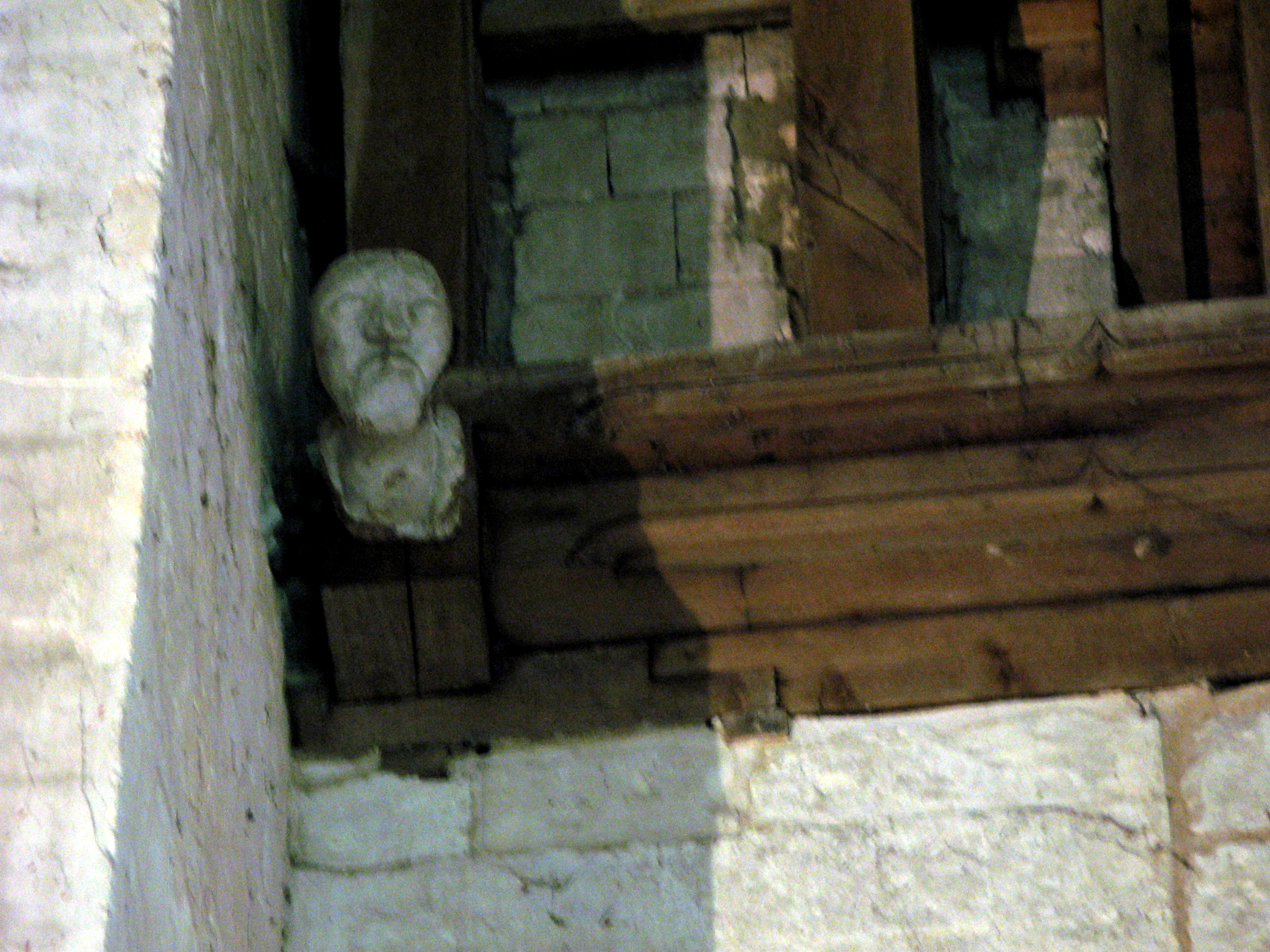
blochet
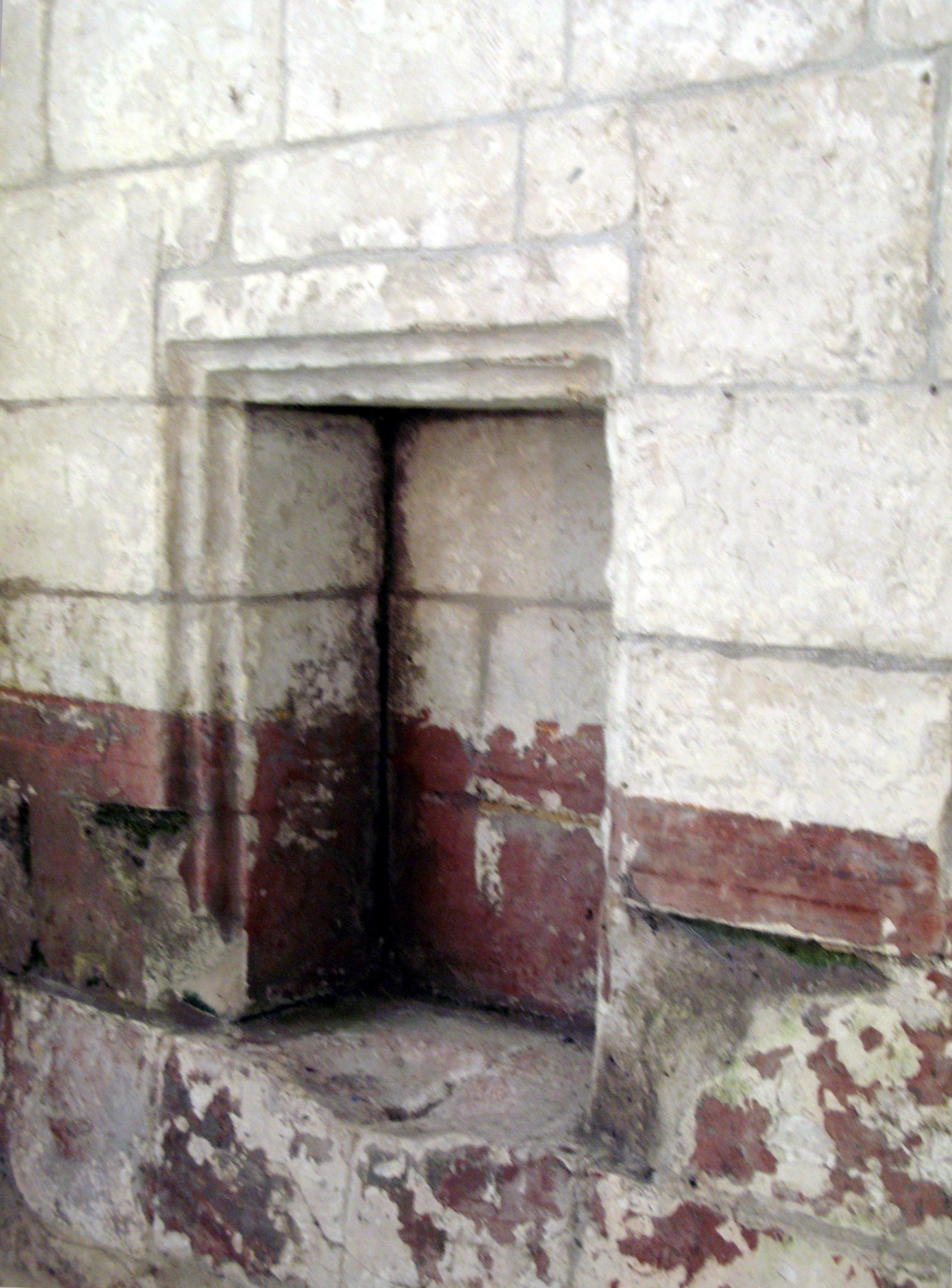
Piscine liturgique
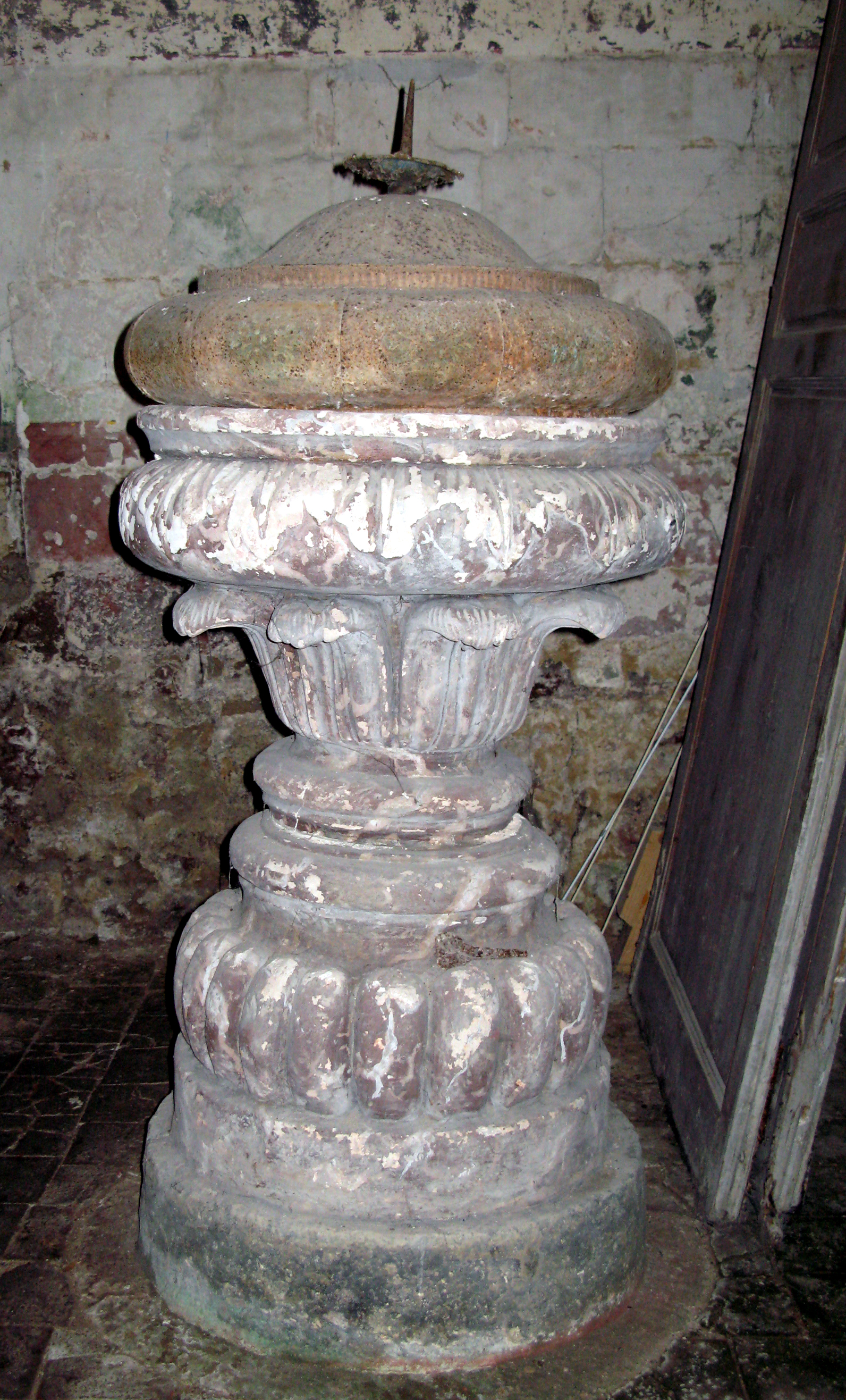
Fonts baptismaux
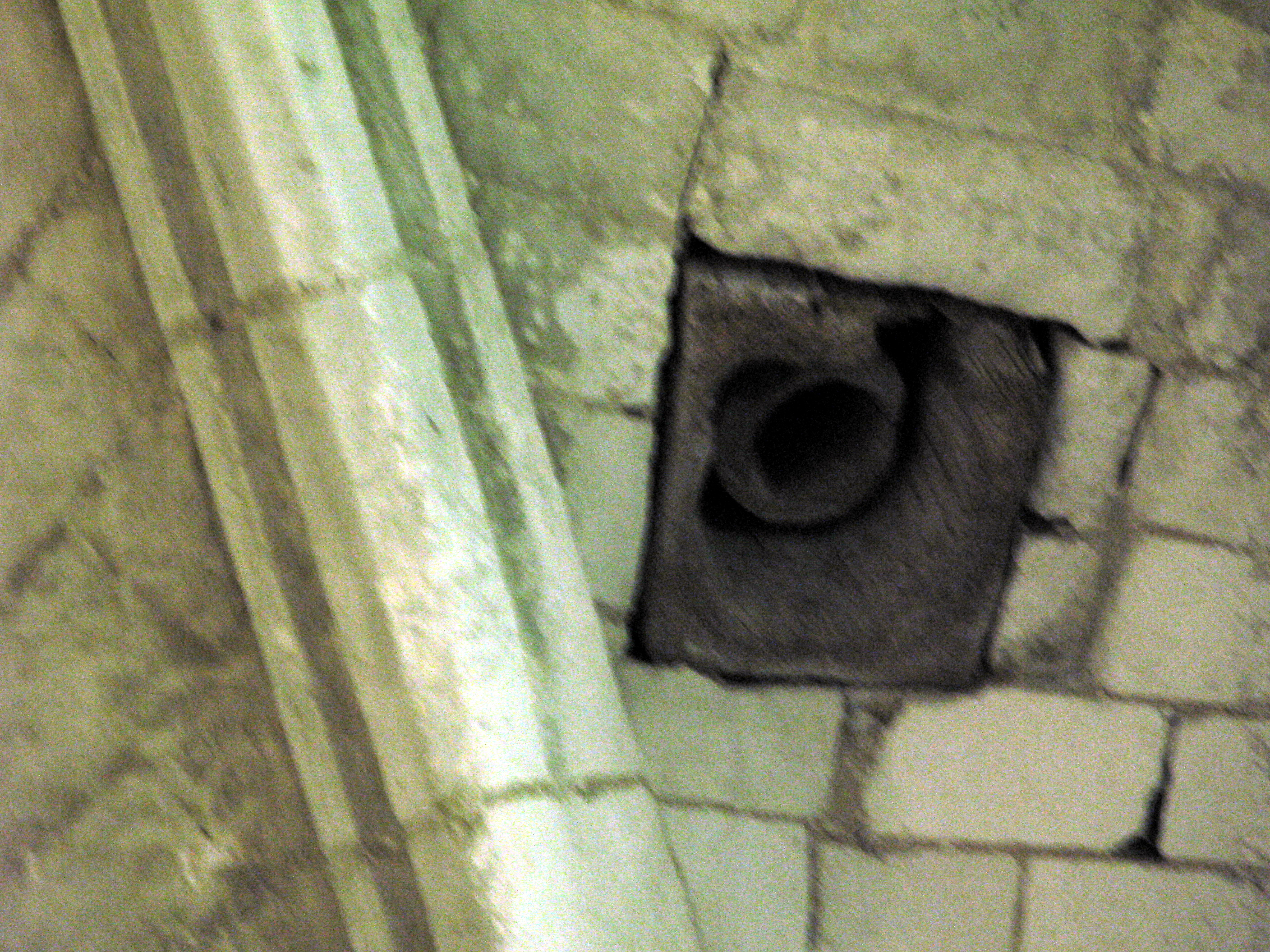
Passage pour la corde